# Форт-Юкон (аэропорт)
Аэропорт Форт-Юкон (англ. Fort Yukon Airport), (ИАТА: FYU, ИКАО: PFYU, FAA LID: FYU) — аэропорт, расположенный в населённом пункте Форт-Юкон (Аляска), США. Находится в собственности штата Аляска.

## Операционная деятельность
Аэропорт занимает территорию площадью 106 гектар, расположен на высоте 132 метров над уровнем моря и имеет одну взлётно-посадочную полосу 03/21 размерами 1771x46 м с искусственным (гравийным) покрытием.
За период с 31 декабря 2005 по 31 декабря 2006 года Аэропорт Форт-Юкон обработал 8 350 взлётно-посадочных операций самолётов (в среднем 22 операции ежедневно), из них 60 % — аэротакси, 37 % — авиация общего назначения и 3 % — составили рейсы военной авиации. В данный период в аэропорту базировалось 13 самолётов, из них 85 % — однодвигательные и 15 % — многодвигательные.